# اسکوپا
اسکوپا (به ایتالیایی: Scopa) یک کومونه در ایتالیا است که در استان ورسلی واقع شده‌است.

## خصوصیات
اسکوپا ۲۲٫۶ کیلومترمربع مساحت و ۳۷۶ نفر جمعیت دارد.